# Ordem de batalha da invasão russa da Ucrânia em 2022
Este artigo descreve a ordem de batalha para a invasão russa da Ucrânia em 2022. Entre as forças russas e seus apoiadores e as forças ucrânianas e seus apoiadores. No uso moderno, a ordem de batalha de uma força armada que participa de uma operação ou campanha militar mostra a organização hierárquica, estrutura de comando, força, disposição de pessoal e equipamento de unidades e formações da força armada.

## Forças russas e seus apoiadores
Rússia (Comandante em Chefe: Presidente Vladimir Putin)
- Ministério da Defesa  (Ministro da Defesa: General do Exército Sergei Shoigu)
  -  Forças Armadas da Rússia (Chefe do Estado-Maior Valeri Gerassimov)
 (Os comandantes das várias forças armadas e ramos não têm controle operacional sobre as forças. Eles são responsáveis pelo desenvolvimento e geração de forças.)
    -  Forças Terrestres da Rússia (Comandante em chefe das forças terrestres da Rússia e Vice-ministro da Defesa: General do Exército Oleg Salyukov)
    -  Forças Aeroespaciais da Rússia (Comandante em chefe das forças aeroespaciais da Rússia e Vice-ministro da Defesa: General do Exército Sergey Surovikin)
      -  Força Aérea Russa (Comandante em chefe da Força Aérea Russa: Tenente general Sergey Dronov)

    -  Marinha da Rússia (Comandante em chefe da Marinha Russa e Vice-ministro da Defesa: Almirante Nikolai Yevmenov)
      -  Tropas Costeiras da Rússia (Tenente general Viktor Astapov)
        -  Infantaria Naval Russa (Tenente general Alexander Kolpachenko)

    -  Tropas Aerotransportadas da Federação Russa (Comandante das tropas aerotransportadas da Rússia: Coronel-general Andrey Serdyukov)[1]
    -  Estado-Maior da Rússia (Comandante em chefe do Estado-Maior da Rússia e Primeiro vice-ministro da Defesa: General do Exército Valery Gerasimov)
      -  GRU (Diretor: Almirante Igor Kostyukov)[2][3]
        -  Spetsnaz GRU[4]
          -  2° Brigada Spetsnaz[5]
          -  14° Brigada Spetsnaz[6]
          -  22° Brigada Spetsnaz[5]

      -  Forças de Operações Especiais da Rússia (Major General Valery Flyustikov)[7]
      -  Centro Nacional de Gestão da Defesa (Coronel-General Mikhail Mizintsev) (O Estado-Maior executa o comando estratégico e o controle das forças através do NDMN. O controle operacional das forças é realizado pelos cinco Comandos Operacionais-Estratégicos, os Distritos Militares Ocidental, Sul, Central e Oriental e a Frota do Norte OSC)[8]
        -  Forças Armadas da Rússia (Comandante das forças russas na Ucrânia e comandante do Distrito Militar do Sul: General do Exército Aleksandr Dvornikov)[9]
          -  Distrito Militar Ocidental (Comandante: Coronel-general Alexander Zhuravlyov)
            -  Forças Terrestres
              -  1º Exército Blindado de Guardas, (Comandante: Tenente General Sergey Aleksandrovich Kisel [Demitido])[10]
                - 2ª Divisão de Fuzileiros Motorizados de Guardas (Vice-Comandante Tenente Coronel Andriy Smirnov (ferido))[11]
                  - 1º Regimento de Tanques de Guardas (Comando não divulgado)[12]
                  - 1º Regimento de Fuzileiros Motorizados de Guardas (Tenente-coronel Denis Mezhuyev †)[13]
                  - 15º Regimento de Fuzileiros Motorizados de Guardas (Coronel Kharitonov (ferido))[11]

                - 4ª Divisão de Tanques de Guardas (Coronel Yevgeny Nikolayevich Zhuravlyov)
                  - 13º Regimento de Tanques (Comando não divulgado)[14]
                  - 423º Regimento de Fuzileiros Motorizados da Guarda (Comando não divulgado)[15]
                  - 45ª Brigada de Engenharia de Guardas (Coronel Nikolai Ovcharenko  †)[16]

                - 47ª Divisão de Tanques de Guardas  (Comando não divulgado)[17]
                  - 26º Regimento de Tanques (Comando não divulgado) [18]

                - 49ª Brigada de Foguetes Antiaéreos (Coronel Ivan Grishin  †)[16]
                - 96ª Brigada de Reconhecimento (Comando não divulgado) [19]

              -  2º Exército de Armas Combinadas de Guardas (Major General Vyacheslav Nikolaevich Gurov)
                - 15ª Brigada de Fuzileiros Motorizados (Tenente Coronel Andrei Sergeevich Marushkin) [20]
                - 21ª Brigada de Fuzileiros Motorizados da Guarda (Coronel Dmitri Zavyalov)[21]

              -  5º Exército de Armas Combinadas (Major General Aleksey Podivilov)
                - 60ª Brigada de Fuzileiros Motorizados (Comando não divulgado)[22]
                - 127ª Divisão de Fuzileiros Motorizados (Comando não divulgado)[23]
                  - 394º Regimento de Fuzileiros Motorizados (Comando não divulgado)[24]

              -  6º Exército de Armas Combinadas (Tenente General Vladislav Nikolayevich Yershov [demitido e preso])[25]
                - 138ª Brigada de Fuzileiros Motorizados da Guarda (Coronel Sergei Maksimov) [26]

              -  20º Exército de Armas Combinadas de Guardas (Tenente General Andrey Sergeevich Ivanaev)
                - 448ª Brigada de Foguetes (Coronel Dmitri Nikolaevich Martynov)[27]
                - 3ª Divisão Motor Rifle (Major General Aleksei Vyacheslavovich Avdeyev) [28]
                  - 237º Regimento de Tanques (Comando não divulgado)[29]
                  - 752º Regimento de Fuzileiros Motorizados de Guardas (Comando não divulgado)[30]

                - 144ª Divisão de Fuzileiros Motorizados da Guarda (Major General Vitaly Sleptsov) [31]
                  - 59º Regimento de Tanques (Coronel Alexander Bespalov  †)[32]
                  - 254º Regimento de Rifle Motorizado (Coronel I.A. Danshin)[33]

              -  29º Exército de Armas Combinadas (Major General Andrei Borisovich Kolesnikov  †)
                - 36ª Brigada de Fuzileiros Motorizados da Guarda (Tenente Coronel da guardas Andrei Vladimirovich Voronkov)[34]

              -  35º Exército de Armas Combinadas (Tenente General Aleksandr Semyonovich Sanchik/ Vice-Comandante Major General Sergei Nyrkov (ferido))[35]
                - 38ª Brigada de Fuzileiros Motorizados (Coronel Andrey Borisovich Kurbanov)[36]
                - 64ª Brigada de Fuzileiros Motorizados da Guarda (Tenente Coronel Azatbek Omurbekov, supostamente responsável pelo massacre de Bucha)[37]
                - 165ª Brigada de Artilharia (Comando não divulgado) [38]

              -  36º Exército de Armas Combinadas (Tenente-general Valery Solodchuk/Vice-comandante major-general Andrei Anatolyevich Seritskiy (ferido))[39]
                - 5ª Brigada de Tanques de Guardas (Comando não divulgado)[40]
                - 37ª Brigada de Fuzileiros Motorizados da Guarda (Coronel Yuri Medvedev  †)[41]

              -  41º Exército de Armas Combinadas (Tenente General Sergey Ryzhkov / Major General Andrey Sukhovetsky  †)
                - 35ª Brigada de Fuzileiros Motorizados da Guarda (Comando não divulgado)[42]
                - 74ª Brigada de Fuzileiros Motorizados da Guarda (Tenente Coronel Pavel Alekseyevich Yershov)[43]
                - 90ª Divisão de Tanques de Guardas (Coronel Ramil Rakhmatulovich Ibatullin)
                  - 6º Regimento de Tanques (Comando não divulgado) [44]

                - 68º Corpo do Exército (Comando não divulgado)
                  - 39ª Brigada Separada de Rifles Motorizados de Bandeira Vermelha (Comando não divulgado) [45]

            -  Força Naval
              -  Frota do Báltico
                -  336ª Brigada de Infantaria Naval da Guarda (Coronel da guarda Igor N. Kalmykov)[46]

              -  Implantado da Frota do Norte:
                -  61ª Brigada de Infantaria Naval (Coronel Kirill Nikolaevich Nikulin) [47]
                -  14º Corpo do Exército (Tenente-General Dmitry Vladimirovich Krayev)
                  - 200ª Brigada de Fuzileiros Motorizados (Coronel Denis Yuryevich Kurilo  †)[48]

              -  implantado da Frota do Pacífico:
                - 155ª Brigada de Infantaria Marinha de Guardas Separados (Comando não divulgado) [49]

            -  Forças Aerotransportadas
              -  98ª Divisão Aerotransportada da Guarda (Coronel da Guarda Viktor Igoryevich Gunaza [demitido no final de março])[50]
                - 331º Regimento Aerotransportado de Guardas (Coronel Sergei Sukharev  †)

              -  76ª Divisão de Assalto Aéreo da Guarda (Major General Sergey Chubarykin, em abril de 2022 substituído pelo Coronel da Guarda Denis Shishov)
                - 104º Regimento de Ataque Aéreo da Guarda (Comando não divulgado) [51]
                - 234º Regimento de Ataque Aéreo da Guarda (Comando não divulgado) [51]

              -  106ª Divisão Aerotransportada de Guardas (Coronel da Guarda Vladimir Vyacheslavovich Selivyorstov, [a 106ª Divisão Aerotransportada foi apontada como uma das formações envolvidas em supostos crimes de guerra nos arredores de Kiev, além de participar dos combates perto de Izyum])[52]
                - 51º Regimento Aerotransportado de Guardas (Comando não divulgado)[53]
                - 137º Regimento Aerotransportado (Comando não divulgado) [53]

              -  11ª Brigada de Assalto Aéreo da Guarda (Coronel Denis Shishov [até abril]/Tenente-coronel Denis Viktorovich Glebov  †)[54]
              -  31ª Brigada de Assalto Aéreo da Guarda (Coronel Sergei Karasev  †)[55]
              -  83ª Brigada de Assalto Aéreo da Guarda (Vice-comandante da Guarda Tenente-Coronel Vitaliy Slabtsov  †)[56]
              -  45ª Brigada Spetsnaz da Guarda (Coronel Vadim Pankov) [57]

          -  Distrito Militar do Sul (Comandante: General do Exército Aleksandr Dvornikov encarregado de toda a operação militar na Ucrânia)
            -  Forças Terrestres
              -  8º Exército de Armas Combinadas da Guarda (Tenente General Andrey Nikolayevich Mordvichev  †[58]/ Major-General Vladimir Petrovich Frolov  †)[59]
                - 20ª Divisão de Fuzileiros Motorizados de Guardas (Coronel Aleksei Gorobets) [60]
                  - 33º Regimento de Fuzileiros Motorizados (Comando não divulgado) [61]
                  - 255º Regimento de Fuzileiros Motorizados (Comando não divulgado) [62]

                - 150ª Divisão de Fuzileiros Motorizados (Major General Oleg Mityaev  †)[63]
                  - 163º Regimento de Tanques de Guardas (Comando não divulgado) [64]

              -  49º Exército de Armas Combinadas (Tenente General Yakov Rezantsev  †) [65]
                - 34ª Brigada de Rifle Motorizado Separada (Comando não divulgado)[66]
                - 205ª Brigada Separada de Fuzileiros Cossacos Motorizados (Comando não divulgado)[67]

              -  58º Exército de Armas Combinadas (Tenente General Mikhail Stepanovich Zusko [demitido e preso])
                - 19ª Divisão Motor Rifle (Coronel Dmitri Ivanovich Uskov)
                  - 503º Regimento de Fuzileiros Motorizados (Comando não divulgado)[68]

                - 42ª Divisão de Fuzileiros Motorizados de Guardas (Comando não divulgado)[69]
                  - 70º Regimento de Fuzileiros Motorizados (Comando não divulgado)[70]
                  - 71º Regimento Motorizado (Comando não divulgado)[70]
                  - 291º Regimento de Fuzileiros Motorizados (Comando não divulgado)[70]

              - 22º Corpo do Exército (Major General Denis Lyamin)
                - 126ª Brigada de Defesa Costeira da Guarda (Coronel Sergey Storozhenko [Em 19 de abril de 2022, um relatório foi divulgado pelo estado-maior da Ucrânia que afirmou que a brigada sofreu uma perda de 75% no conflito em andamento.])[49][71]
                - 127ª Brigada de Reconhecimento Separada (Comando não divulgado)[72]

              - 12ª Brigada de Engenharia de Guardas (Coronel Sergei Porokhnya  †)[73]

            -  Forças Aéreas:
              -  4º Exército das Forças Aéreas e de Defesa Aérea (Tenente General Nikolai Vasilyevich Gostev)
                - 31º Regimento de Aviação de Caça da Guarda (Comando não divulgado)[74]

              -  6º Exército das Forças Aéreas e de Defesa Aérea (Comando não divulgado)
                - 47º Regimento de Aviação Composto (Comando não divulgado) [75]
                - 105ª Divisão de Aviação Composto de Guardas (Comando não divulgado)
                  - 159º Regimento de Aviação de Caça (Comando não divulgado) [76]
                  - 790º Regimento de Aviação de Caça (Comando não divulgado) [77]

              -  11º Exército das Forças Aéreas e de Defesa Aérea (Comando não divulgado)
                - 303ª Divisão de Aviação Composta (Comando não divulgado)
                  - 18º Regimento de Aviação de Assalto da Guarda (Comando não divulgado)[78]
                  - 277º Regimento de Aviação de Bombardeiros (Comando não divulgado) [79]

                - 112º Regimento de Helicópteros Separado (Comando não divulgado) [80]
                - 319º Regimento de Helicópteros Separado (Comando não divulgado) [81]

            -  Força Naval
              -  Frota do Mar Negro (Almirante Igor Osipov  (POW)/ Capitão de primeiro escalão Andrei Paliy  †)
                - Moskva (afundado) (Capitão de primeiro escalão Anton Kuprin [Alegadamente KIA]) [82]
                - Vasily Bykov (Comando não divulgado) [83]
                - Saratov (afundado) (Comando não divulgado) [84]
                - Caesar Kunikov (danificado) (Capitão 3º posto Aleksandr Chirva  †)[85]
                - 810ª Brigada de Infantaria Naval da Guarda (Coronel Aleksei Nikolaevich Sharov  † / Coronel Aleksei Berngard)[86]
                - 177º Regimento de Infantaria Marinha Separada (Flotilha Cáspio) [87]

            -  Tropas aerotransportadas
              -  7ª Divisão de Ataque Aéreo da Guarda de Montanha (Comando não divulgado)[88][89][90]
                - 56ª Brigada de Assalto Aéreo de Guardas (Comando não divulgado) [51]

        -  Conselho de Segurança
          -  Guarda Nacional da Rússia (General do Exército Viktor Zolotov/Tenente-General Roman Gavrilov [demitido e preso])[91]
            -  Kadyrovtsy (Diretor: Ramzan Kadyrov)[92]>
            -  OMON (Comando não divulgado)[93]
            -  SOBR (Comando não divulgado)[94]

          -  Serviço Federal de Segurança (General do Exército Alexander Bortnikov) [95]
            -  Serviço de Fronteiras do Serviço Federal de Segurança da Federação Russa (Vice-Diretor do Serviço Federal de Segurança e Chefe do Serviço de Fronteiras: Vladimir Kulishov)[96]

        - Mercenários
          - Grupo Wagner (Líder: Tenente Coronel Dmitry Utkin)[97]
            - Mercenários Árabes e Africanos

 República Poupular de Donetsk (Supremo Comandante-em-Chefe: líder Denis Pushilin)
- - 1º Batalhão de Forças Especiais Separadas[98]
  -  Guarda Republicana da República Popular de Donetsk[99]
  -  Batalhão Esparta (Coronel Vladimir Zhoga  †)[100]
  - Batalhão Somalia (Tenente-coronel Timur Kurilkin)[101]
  - 1ª Brigada Separada de Fuzileiros Motorizados[102]
  - 3ª Brigada de Fuzileiros Motorizados Separada (Major General Igor Borisovich Tymofeyev)[103]
  - 7ª Brigada de Fuzil Motorizado (Tenente Coronel Andrey Vladimirovich Panasyura †)[104]
  - 103º Regimento de Fuzileiros Motorizados [105]
  - 105º Regimento de Fuzileiros Motorizados [105]
  - 107º Regimento de Fuzileiros Motorizados [105]
  - 109º Regimento de Fuzileiros Motorizados [105]
  - 113º Regimento de Fuzileiros Motorizados [105]
  - 123º Regimento de Fuzileiros Motorizados [105]
  - 125º Regimento de Fuzileiros Motorizados [105]
  - 127º Regimento de Fuzileiros Motorizados [105]

 República Popular de Lugansk (Supremo Comandante-em-Chefe: líder e ministro da segurança Leonid Pasechnik)
- -  Brigada Fantasma[106]
  - Batalhões Cossacos[107]
  - 103º Regimento de Fuzileiros Motorizados [105]
  - 105º Regimento de Fuzileiros Motorizados [105]
  - 107º Regimento de Fuzileiros Motorizados [105]
  - 109º Regimento de Fuzileiros Motorizados [105]
  - 113º Regimento de Fuzileiros Motorizados [105]
  - 123º Regimento de Fuzileiros Motorizados [105]
  - 125º Regimento de Fuzileiros Motorizados [105]
  - 127º Regimento de Fuzileiros Motorizados [105]

## Forças ucranianas
Ucrânia (Comandante em Chefe: Presidente Volodymyr Zelensky)
- -  Miistério da Defesa (Ministro da defesa Oleksii Reznikov)
    -  Diretoria Principal de Inteligência (Brigadeiro-General Kyrylo Budanov)[108]
    -  Forças Armadas da Ucrânia (Comandante-em-Chefe das Forças Armadas: General Valerii Zaluzhnyi) 
 (Os comandantes das três forças armadas não possuem autoridade operacional. Eles são subordinados ao Comandante-em-Chefe.)
      -  Forças de Operações Especiais (Major General Hryhoriy Halahan)[109]
        - 3º Regimento Spetsnaz (Comando não divulgado)[110]

      -  Estado-Maior da Ucrânia (Chefe do Estado-Maior: Tenente-General Serhiy Shaptala)
        -  101ª Brigada de Proteção do Estado-Maior General (Coronel Mykola Shvets) [111]

      -  Forças Terrestres Ucranianas (Comandante das Forças Terrestres: Coronel General Oleksandr Syrskyi)
        -  Forças Blindadas Ucranianas (Comando não informado)
        -  Forças de Foguetes e Artilharia da Ucrânia (Coronel Andriy Kolennikov)
        -  Forças Mecanizadas da Ucrânia (Comando não informado)
        -  Aviação do Exército Ucraniano (Comando não informado)

      -  Força Aérea Ucraniana (Comandante da Força Aérea: Tenente General Mykola Oleschuk)
      -  Marinha Ucraniana (Comandante das Forças Navais: Vice-Almirante Oleksiy Neizhpapa)
      -  Forças de Assalto Aéreo da Ucrânia (Comandante das Forças de Ataque Aéreo: Major General Yevhen Moisiuk)
      - Comando das Forças Conjuntas da UAF (Командування об'єднаних сил Збройних Сил України) (Comandandante das forças conjuntas em Kiev: Tenente general Serhiy Nayev) (De acordo com a Lei "Sobre a Segurança Nacional da Ucrânia" ("Про національну безпеку України"), os comandantes das forças armadas e das armas de combate separadas geram as unidades de combate e entregam o controle operacional sobre elas ao Comandante da Forças Conjuntas (Artigo 16, Parágrafos 5 e 6).[112]
        - Operação de Forças Conjuntas (Операція об'єднаних сил, sucessora da anterior Operação Antiterrorista (ATO) ) (Comandante do JFO: Major-General Edouard Moskalyov)
        -  Forças operacionais das Forças Terrestres Ucranianas:
          -  Aerorozvidka (Comando não informado)[113]
          -  1ª Brigada de Tanques (Coronel Ihor Shpak)[114][115][116]
          -  3ª Brigada de Tanques (Comando não informado)[117]
          -  5ª Brigada de Tanques (Comando não informado)[118]
          -  17ª Brigada de Tanques (Comando não informado)[118]
          -  302º Regimento de Mísseis Antiaéreos (Comando não informado)[119]
          -  10ª Brigada de Assalto à Montanha (Coronel Vasyl Zubanych)[120]
          -  22º Batalhão de Infantaria Motorizado (Comando não informado)[121][122]
          -  24ª Brigada Mecanizada (Coronel Anatoly Shevchenko)[123]
          -  28ª Brigada Mecanizada (Comando não informado)[124]
          -  56ª Brigada Motorizada (Comando não informado)[125]
          -  57ª Brigada Motorizada (Comando não informado)[126]
          -  59ª Brigada Motorizada (Comando não informado)[127]
          -  72ª Brigada Mecanizada (Coronel Oleksandr Vdovychenko)[128]
          -  93ª Brigada Mecanizada (Coronel Vladislav Klochkov)[129]
          -  128ª Brigada de Assalto à Montanha (Comando não informado)[130]
          - Voluntários Estrangeiros
            -  Legião da Geórgia (Comandante Mamuka Zurabovich0 [131]
            -  Batalhão Dzhokhar Dudayev (Comandante Adam Osmayev) [132]
            -  Batalhão Sheikh Mansour (Comandante Muslim Cheberloyevsky) [133]
            - Batalhão Kastuś Kalinoŭski (Comando não divulgado) [134]

        -  Forças operacionais da Marinha ucraniana
          - Sloviansk (Afundado)[135]
          - Donbas (Afundado)[136]
          -  Infantaria Naval Ucraniana (Tenente General Yuriy Sodol)
            - 36ª Brigada de Infantaria Naval (Comando não divulgado)[137]
            - 503º Batalhão de Infantaria Naval (Comando não divulgado)[120]

        -  Forças operacionais da Força Aérea Ucraniana
          - 40ª Brigada de Aviação Tática (Coronel Volodymyr Kravchenko) [138]
          - 299ª Brigada de Aviação Tática (Tenente Coronel Andriy Yastrebov)[139]
          - 114ª Brigada de Aviação Tática (Comando não divulgado)[140]

        -  Forças operacionais das Forças de Ataque Aéreo Ucranianas
          - 46ª Brigada de Assalto Aéreo (Comando não divulgado)[141]
          - 79ª Brigada de Assalto Aéreo (Coronel Oleksiy Shandr)[142]
          - 80ª Brigada de Assalto Aéreo (Coronel Volodymyr Shvorak)[143]
          - 95ª Brigada de Assalto Aéreo (Coronel Oleh Hut)[144]

        -  Forças de Defesa Territoriais da Ucrânia (Brigadeiro-General Yuriy Halushkin)[145]
          - 112ª Brigada de Defesa Territorial (Comando não divulgado)
            - 130º Batalhão Territorial (Comando não divulgado)[146]

          - 122ª Brigada de Defesa Territorial (Comando não divulgado)[147]
          - Milícias ucranianas de Extrema-esquerda[148][149]
          -  Legião Internacional de Defesa Territorial da Ucrânia[150]
            -  Legião da Liberdade da Rússia[151]
            -  Regimento Pahonia [152][153]
            -  Brigada Normanda[154]
            -  Brigada canadense-ucraniana[155]

  -  Serviço de Guarda de Fronteira do Estado da Ucrânia (Diretor Serhiy Deyneko)[156]
  -  Ministério do Interior da Ucrânia Ministro do Interior Denys Monastyrsky)
    -  Serviço de Emergência do Estado da Ucrânia (Ministro do Interior Denys Monastyrsky)[157]
    -  Guarda Nacional da Ucrânia (Tenente General Yuriy Lebid) (De acordo com a Lei "Sobre a Guarda Nacional da Ucrânia" ("Про Національну гвардію України") Artigo 6, parágrafo 3: "Com a promulgação de um estado de lei marcial, a Guarda Nacional da Ucrânia deve ser preparada para desempenhar as tarefas que lhe são atribuídas e estará subordinado ao Comandante-em-Chefe das Forças Armadas da Ucrânia, exceto as unidades militares encarregadas de escoltar e vigiar as pessoas presas e as unidades militares que vigiam as missões diplomáticas.")[158]
      - 12ª Brigada Operacional (Comando não divulgado)[159]
      -  4ª Brigada de Reação Rápida [160]
      -  Destacamento de Operações Especiais Azov (Comandante: Denys Prokopenko)[161][162]
      -  Batalhão Donbas (Comandante: Oleksandr Polishchuk)[163]

    -  Polícia Nacional da Ucrânia[164]
      -  Polícia de Patrulha de Tarefas Especiais[165]
        - Batalhão de Polícia de Kiev-1 [166][167]

      -  Unidade de Resposta Operacional Rápida[168][169]

  -  Serviço de Segurança da Ucrânia (Diretor Ivan Bakanov)
    -  Grupo Alfa (Comando não divulgado) [170][171]

  - Voluntários ucranianos (Milícias)
    - Voluntários Civis Irregulares (Comando descentralizado) [172]
    -  Setor Direito (Líder Andriy Tarasenko) 
      -  Corpo Voluntário Ucraniano [159]
      -  Exército Voluntário Ucraniano
        -  Batalhão Médico Hospitalar [173]